# Cryptocotitus acus
Cryptocotitus acus är en kräftdjursart som beskrevs av Schultz 1977. Cryptocotitus acus ingår i släktet Cryptocotitus, ordningen gråsuggor och tånglöss, klassen storkräftor, fylumet leddjur och riket djur.
Artens utbredningsområde är havet utanför Chile. Inga underarter finns listade i Catalogue of Life.